# 青令駅

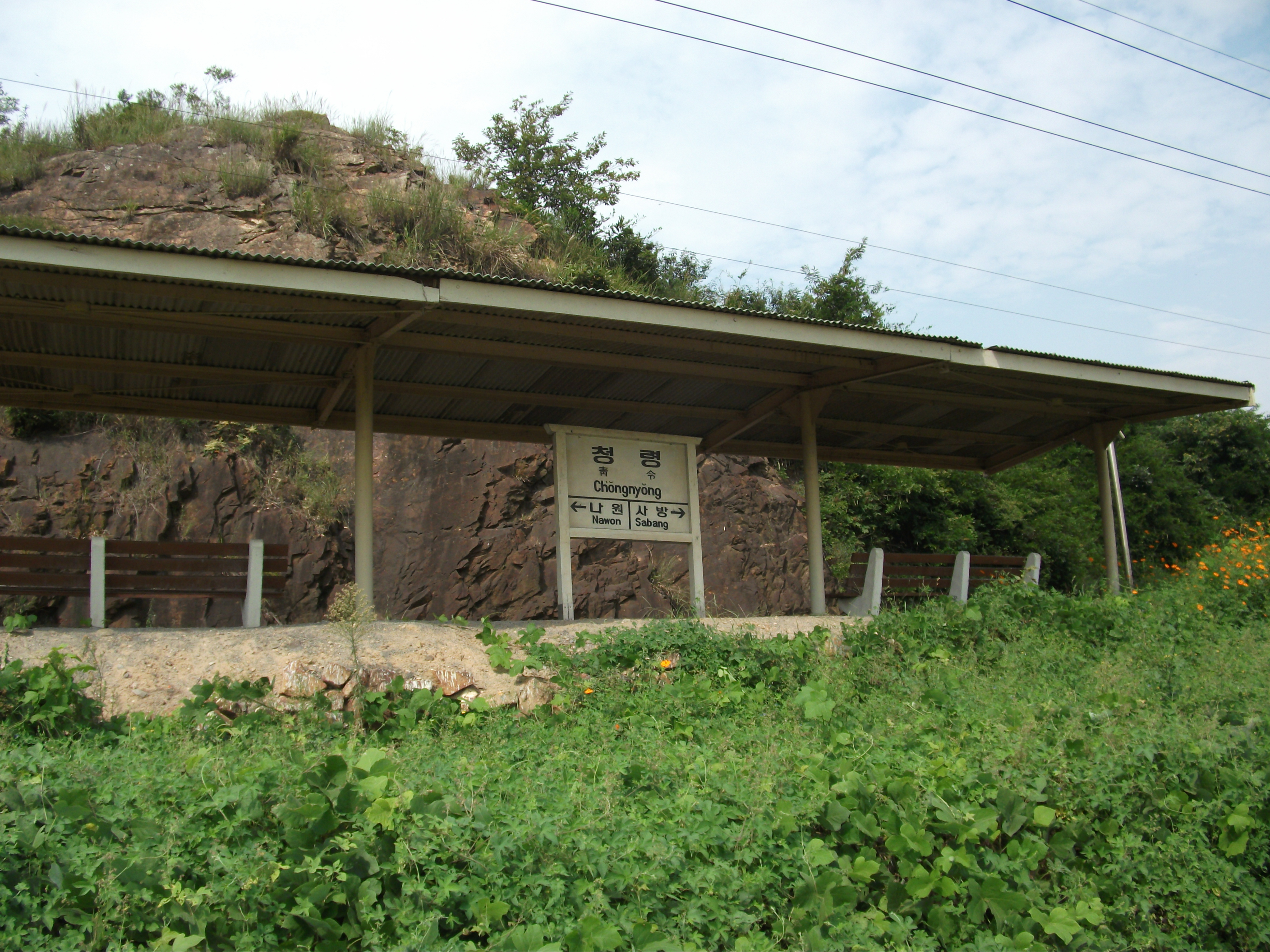
駅舎全景(2008年9月)

青令駅（チョンニョンえき）は、大韓民国慶尚北道慶州市にかつて存在した韓国鉄道公社東海線（旧東海南部線）の駅である。

## 歴史
- 1967年5月27日：開業。
- 2007年6月1日：旅客取扱中止。
- 2013年11月7日：釜山鎮起点118.5kmに変更[1]。
- 2016年4月29日：釜山鎮起点117.8kmに変更[2]。
- 2016年12月30日：東海南部線が東海線に編入。
- 2021年12月28日：東海線複線電鉄化に伴う新設切り替えにより廃止。

## 隣の駅
韓国鉄道公社
東海線
慶州駅 - (羅原駅) - 青令駅 - (士方駅) - 安康駅